# فيكتور دي باك
فيكتور دي باك هو قسيس ومؤرخ بلجيكي، ولد في 21 أبريل 1817 في اودانارد في بلجيكا، وتوفي في 28 يونيو 1876 في بروكسل في بلجيكا.